# Johann Machabeus
Johann Machabeus eigentlich: John Mac Alpine oder John MacAlpine, auch: Maccabeus, Machabeus, Maccabe, Machabe, McBee, Macabaeus (* vor 1500 in Schottland; † 5./ 6. Dezember 1557 in Kopenhagen) war ein schottischer Reformator und evangelischer Theologe.

## Leben
Der einer Adelsfamilie entstammende Machabeus studierte an einer schottischen Universität. Er war von 1532 bis 1534 Prior des Dominikanerklosters in Perth, musste aber, als er mit Alexander Alesius und anderen der Häresie bezichtigt wurde, aus Schottland fliehen. Über England gelangte er nach Köln, wo er an der dortigen Universität den Grad eines Baccalaureus der Theologie erwarb. Am 25. November 1540 hatte er sich an der Universität Wittenberg immatrikuliert, besuchte die Vorlesungen Martin Luthers und erhielt hier von Philipp Melanchthon den Gelehrtennamen Machabeus.
In Wittenberg erwarb er am 3. Februar 1542 das Lizentiat der Theologie und promovierte am 9. Februar 1542 zum Doktor der Theologie. Er kam für eine Stelle der Theologie an der Universität Straßburg in Betracht, ging aber noch im Jahr seiner Promotion durch Vermittlung Johannes Bugenhagens an die Universität Kopenhagen, wo er Professor der Theologie und Hofkaplan wurde. Er las dort über den Römerbrief, das Johannesevangelium und die Loci communes Philipp Melanchthons. Man bat ihn, in die Heimat zurückzukommen, jedoch hielt ihn Christian III. von Dänemark und Norwegen von diesem Vorhaben ab. 1544/45 und 1549/50 amtierte er als Rektor der Universität Kopenhagen.
Aus seiner Ehe mit Agnes Matheson ist der Sohn Christian Machabaeus (1541–1598) bekannt.